# Instituto Universitario Europeo
El Instituto Universitario Europeo, abreviado IUE (en inglés, EUI: European University Institute), es un centro educativo de investigación y documentación especializado en estudios de posgrado y cuyo objetivo principal consiste en proporcionar una formación científica y cultural desde una perspectiva europea.
La institución académica fue creada en 1972 por los países fundadores de las Comunidades Europeas, y entró en funcionamiento a partir de 1976, englobando actualmente a todos los países miembros de la Unión Europea. La sede del centro se encuentra en San Domenico de Fiesole, Florencia (Italia).
El Instituto lleva a cabo investigaciones que versan sobre materias propias de las ciencias humanas y sociales y es también sede del Centro Robert Schuman Centre para Estudios Avanzados y de la Escuela de Governance Transnacional de Florencia. Desde marzo de 2024, la institución está presidida por la profesora Patrizia Nanz.

## Objetivos del IUE
Los principales objetivos del Instituto Universitario Europeo son:
- Contribuir al desarrollo del patrimonio cultural y científico europeo a través de actuaciones en el campo de la enseñanza superior y universitaria.
- Dirigir investigaciones propias del campo de las ciencias humanas y sociales desde una perspectiva europea.
- Consolidar la formación investigadora de aquellos jóvenes diplomados europeos cuyo deseo consista en obtener el grado de doctor ofertado por la institución.
- Completar la formación de investigadores inscritos en cursos de doctorado de sus propios países mediante estancias en el Instituto de uno o dos cursos.
- Desarrollar programas conjuntos de doctorado junto a universidades europeas.

## Estructura
El IUE consta de dos estructuras organizativas: académica y administrativa. También acoge, en dependencias próximas a su sede, los Archivos Históricos de la Unión Europea que preservan las documentaciones referidas a las Comunidades Europeas (CCEE), a la Organización Europea para la Cooperación Económica (OECE), y la Agencia Espacial Europea (AEE) y sus predecesoras, junto con las aportaciones de archivos privados relacionados con el proceso de unificación europea.

### Académica
La estructura académica se organiza en distintos departamentos (Historia; Economía; Derecho; Ciencias Políticas y Sociales). Además, también se integra el Centro Robert Schuman de Estudios Avanzados (dedicado a la construcción contemporánea de Europa) y la Escuela de Gobernanza Transnacional de Florencia con sede en Palazzo Buontalenti, en el centro de Florencia.

### Administrativa
Por su parte, la estructura administrativa está compuesta por los distintos órganos del Instituto (el Consejo Superior, Presidencia, Consejo Académico y Secretaría General), junto con el profesorado y el Consejo de investigación. La presidenta del Instituto es la profesora Patrizia Nanz, quien es asistida en sus funciones por el secretario general del Instituto, Marco Del Panta, y el director de operaciones, Roberto Nocentini.

## Departamentos y centros

### Departamento de Economía
El Departamento de Economía (ECO) proporciona enseñanza y supervisión a los estudiantes de doctorado. Las actividades de investigación del Departamento reflejan los intereses del cuerpo docente y se concentran en micro, macro y econometría. Especialistas de todo el mundo desarrollan semanalmente seminarios de investigación. La doctrina en el programa de doctorado se basa en cursos formales a un nivel que permite a los investigadores ejercer carreras académicas en universidades o ejercer oportunidades profesionales en organizaciones internacionales. En el tercer y cuarto año los investigadores trabajan en sus proyectos de tesis bajo la dirección de su supervisor mientras asisten a talleres de investigación y seminarios. 

### Departamento de Historia
El Departamento de Historia ofrece un programa de historia europea transnacional y comparativa. El programa de doctorado estudia la construcción de las fronteras de Europa y la diversidad y complejidad de las experiencias dentro de ellas. 
Los principales intereses del departamento son la interconexión de las sociedades europeas desde el Renacimiento y los complejos legados culturales que han dado forma a Europa. La comunidad del departamento también se ha comprometido a explorar el lugar de Europa en el mundo a través del estudio de los imperios, los procesos globales y las instituciones. 
La variedad de enfoques y temas de investigación, así como la amplia experiencia de sus profesores, permiten al Departamento reclutar candidatos de doctorado de alta calidad y admitir a destacados becarios de investigación. 

### Departamento de Derecho
El Departamento de Derecho (LAW en inglés) es de carácter Europeo e internacional. Está comprometido con el estudio del derecho de una manera comparativa y contextual, con un enfoque especial al derecho europeo e internacional. 
Los cursos y seminarios son interactivos, están orientados a la investigación y diseñados para cubrir las áreas principales de trabajo del Departamento. Los investigadores adquieren experiencia mediante la presentación de su trabajo y se les alienta a participar en conferencias, talleres y grupos de trabajo.
Dentro del Departamento, la Academia de Derecho Europeo (AEL, por sus siglas en inglés) ofrece cursos de verano de nivel avanzado en Ley de Derechos Humanos y Derecho de la Unión Europea. Asimismo, gestiona proyectos de investigación y dirige un programa de publicaciones. 
El Departamento de Derecho del IUE también alberga, de forma conjunta con la Escuela de Derecho de Harvard, la Escuela de Verano sobre Derecho y Lógica. Esta escuela de verano comenzó en 2012 y está patrocinada por CIRSFID-Universidad de Bolonia (Italia), la Universidad de Groningen (Países Bajos), la Academia Europea de Teoría del Derecho y cuenta además con un subsidio del Programa de Aprendizaje Permanente Erasmus.

### Departamento de Ciencias Políticas y Sociales
El programa de investigación del Departamento de Ciencias Políticas y Sociales (SPS, por sus siglas en inglés) hace énfasis en el cambio político y social en Europa en el ámbito nacional, sub-nacional y transnacional. 
Los intereses de investigación del Departamento se extienden a través de cuatro sub-disciplinas: la política comparada, la sociología, las relaciones internacionales y la teoría social y política. 
En el primer y segundo año están disponibles como opciones varios cursos en métodos cuantitativos y cualitativos, mientras que el trabajo de campo y recolección de datos normalmente tienen lugar en el tercer y cuarto año.

### Centro Robert Schuman para Estudios Avanzados
El centro multidisciplinario,Centro Robert Schuman para Estudios Avanzados (RSCAS, por sus siglas en inglés), lleva a cabo investigaciones sobre temas políticos claves de las sociedades europeas contemporáneas y reúne a especialistas en éstos, favoreciendo los aspectos internacionales y comparativos del proceso investigativo. El centro cuenta con cinco proyectos principales de investigación, que se enumeran a continuación: 

#### Programa de Gobernanza Global
El Programa de Governanza Global reúne a académicos, diplomáticos, funcionarios públicos y funcionarios de organizaciones internacionales para conectar los mundos de la investigación y la formulación de políticas públicas. Aborda una amplia gama de temas, incluidos los derechos humanos, el comercio internacional, el desarrollo, el cambio climático, la gobernanza de Internet y la integración regional. El programa cuenta con una serie de eventos, como seminarios de alto nivel en Políticas Públicas en los que los participantes pueden intercambiar ideas. 

#### Escuela de Regulación de Florencia
La Escuela de Regulación de Florencia (FSR, por sus siglas en inglés) es una alianza entre el Centro Robert Schuman del IUE, el Consejo de Reguladores de la Energía (CEER) y el Grupo Independiente de Reguladores (IRG). La escuela trabaja también en estrecha colaboración con la Comisión Europea. 
La FSR organiza eventos sobre políticas públicas y cuestiones reglamentarias, proporciona formación para profesionales, produce trabajos de investigación acerca de la regulación y promueve la creación de redes y el intercambio de ideas. Los creadores de políticas públicas, tomadores de decisiones, reguladores, empresas reguladas y académicos de diferentes países son alentados a compartir sus experiencias a través de la Escuela. 

#### Observatorio de Democracia de la Unión Europea
El Observatorio de Democracia de la Unión Europea (EUDO, por sus siglas en inglés), fundado en 2006, es una organización académica independiente y multidisciplinar cuyo objetivo es evaluar las prácticas democráticas dentro de la Unión Europea. EUDO reúne documentación y datos, proporciona informes de investigación básica y aplicada para las instituciones de la Unión Europea y fomenta el diálogo entre los responsables políticos, los académicos y los ciudadanos de la UE. 

#### Migración
El Centro Robert Schuman aborda el tema de la migración mediante una serie de proyectos como el Centro de Políticas Migratorias (MPC, por sus siglas en inglés) El MPC trabaja sobre temas clave identificados por la Comisión Europea, como el impacto de la crisis financiera y la Primavera Árabe en los movimientos poblacionales. El centro cuenta con más de 100 corresponsales en todo el mundo. 
Además del MPC, otros proyectos relacionados con la migración en el Centro Robert Schuman incluyen MEDIVA - Medios de Comunicación por la Diversidad y la Integración de Inmigrantes, METOIKOS - Migración Circular en el Sur de Europa Central y del Este, y MIREM -Migración de retorno hacia el Magreb.

#### Centro para el Pluralismo de los Medios y la Libertad de los Medios
El Centro para el Pluralismo de los Medios y la Libertad de los Medios (CMPF) fue creado para aumentar la concienciación sobre la diversidad de medios y su libertad en Europa. Cofinanciado por la Unión Europea, se compone de expertos en estudios jurídicos, nuevas políticas de medios de comunicación, mercados de medios y economía, ciencia política y comunicación política. 
A través de su programa de investigación, el debate, la formación y la difusión de los resultados, el CMPF trabaja con académicos políticos, reguladores, grupos de interés de mercado, periodistas y otras personas interesadas en el debate. 

## Archivo Histórico de la Unión Europea (AHUE)

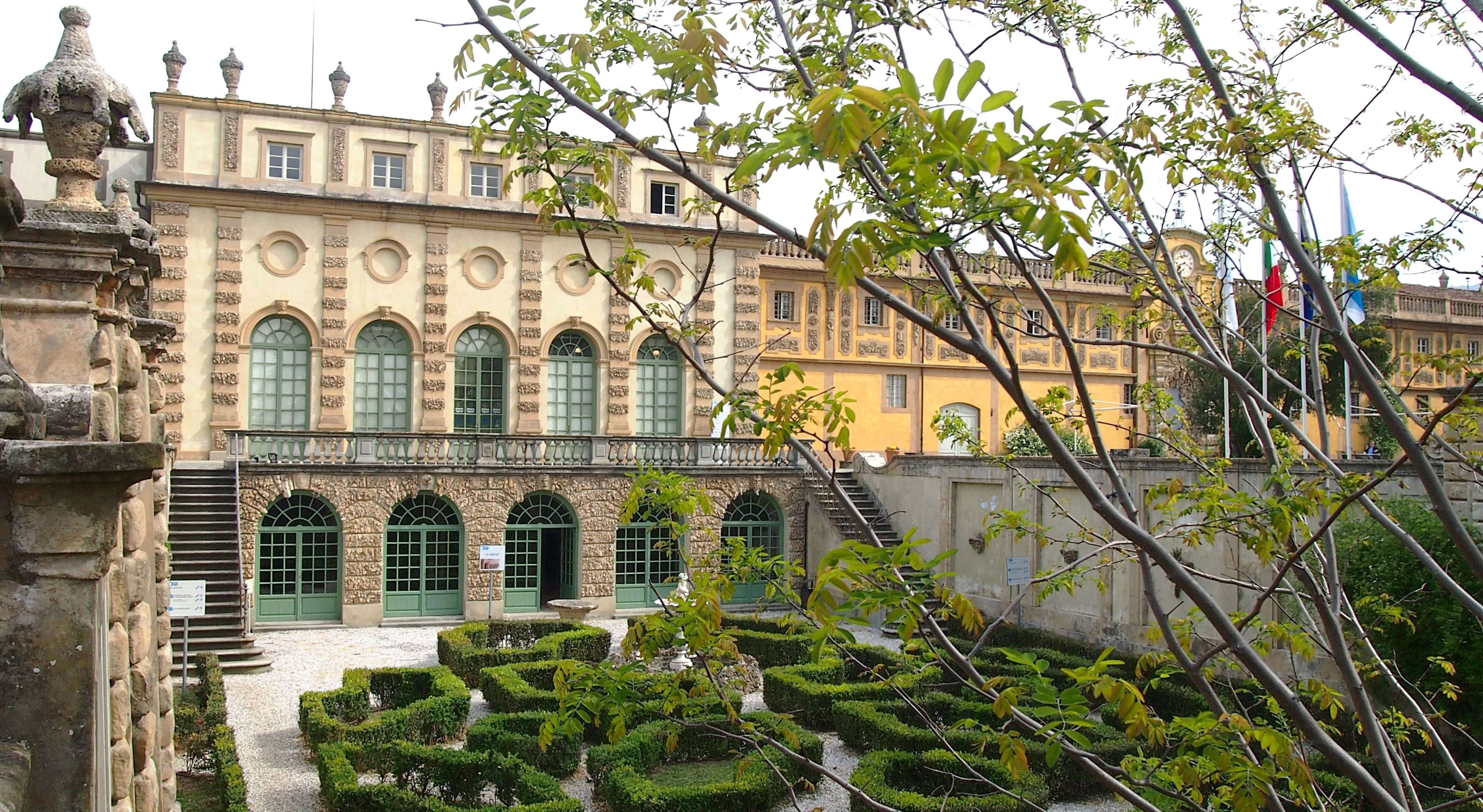
Archivo Histórico de la Unión Europea en Villa Salviati, Florencia (Italia), abril de 2015

El Archivo Histórico de la Unión Europea (HAEU, por sus siglas en inglés) preserva y hace accesibles los documentos producidos por las instituciones de la Unión Europea de acuerdo a la normativa de 30 años referente al acceso público al material de archivo. El Archivo Histórico se estableció siguiendo las decisiones de la Comunidad Europea del Carbón y del Acero (CECA) y del Consejo en 1983 de abrir sus archivos históricos al público. Un acuerdo entre la Comisión Europea y el Instituto Universitario Europeo (EUI) en 1983 permitió la creación del Archivo Histórico de la Unión Europea en Florencia. El archivo es administrado por el Instituto Universitario Europeo y opera en Florencia desde 1986.
El Archivo Histórico de la Unión Europea tiene asimismo la vocación de albergar depósitos privados y colecciones de personalidades, movimientos y organizaciones internacionales que hayan jugado un papel importante en el proceso de integración europea. Alberga más de 150 depósitos privados de eminentes políticos, movimientos y asociaciones, tiene una colección especializada de libros y documentación y preserva una sustancial colección de fuentes de historia oral. El Archivo facilita la investigación acerca de la Unión Europea y el proceso de integración, promueve el interés en la integración europea y garantiza la transparencia en el funcionamiento de las instituciones de la UE.

## Programas de Doctorado y grado de maestría

### Programa de Doctorado
El IUE prepara investigadores para el desarrollo y la defensa de una tesis de doctorado en los campos de la economía, la historia y la civilización, el derecho y las ciencias políticas y sociales. Alrededor de 140-160 becas de investigación son otorgadas anualmente por los Estados miembros de la UE y otras autoridades nacionales europeas a los candidatos seleccionados. Un grado de doctorado del Instituto Universitario Europeo es un título con reconocimiento internacional. 
Mientras cada uno de los departamentos estructura su proprio programa de cuatro años, en todos, los investigadores participan en seminarios y otros eventos en los que se les alienta a participar y presentar sus trabajos. Durante su doctorado, los estudiantes pueden viajar dentro de la UE y a otros lugares para llevar a cabo su investigación, existiendo asimismo la posibilidad de realizar intercambios. 

#### Becas y matrícula
Existen opciones de financiación para investigadores por parte de los Estados miembros de la UE, que ofrecen becas que consisten en una dotación mensual y las tasas de matrícula. Hay acuerdos adicionales con estados no miembros de la UE y, por otra parte, los ministerios italianos y españoles de relaciones exteriores proporcionan becas a varios países. Los académicos que no estén cubiertos por becas deben abonar 12,000 € anuales en tasas de matrícula y deben poder garantizar que disponen al menos de 1,200 € para sufragar el coste de la vida, aunque esta tarifa puede verse reducida o suprimida en el caso de candidatos provenientes de países en desarrollo. 

### Programa de Maestría en Derecho
Desde 1984, el Instituto Universitario Europeo ofrece a estudiantes de Derecho un programa de un año para obtener el título de Maestro en Derecho Comparado, Europeo e Internacional (grado LL.M.)

### Idiomas
La mayoría de los estudiantes y profesores son multilingües; todos están obligados a tener un buen conocimiento de inglés aunque el francés y el italiano son también idiomas de trabajo habituales y el Instituto se ha comprometido a implementar otros idiomas cuando sea posible. 

## Becas Postdoctorales
El IUE cuenta con diversas becas de postdoctorado en las ciencias sociales.

### Becas de Postdoctorado Max Weber
El Programa Max Weber es el programa postdoctoral más grande de Europa en las ciencias sociales y está financiado por la Comisión Europea. 
Las becas postdoctorales Max Weber están diseñadas para jóvenes postdoctorandos que deseen seguir una carrera académica, concentrarse en su propia investigación y mejorar su práctica académica en un entorno multidisciplinario. Las becas Max Weber son de uno o dos años y están abiertas a los candidatos que hayan obtenido un doctorado en Ciencias Sociales (Economía, Derecho, Ciencias Políticas, Sociología, Historia y otros campos relacionados) en los últimos cinco años. 

### Becas de Postdoctorado Jean Monnet
A través de su Programa de Becas de Postdoctorado Jean Monnet el Centro Robert Schuman para Estudios Avanzados ofrece becas a investigadores postdoctorandos en una etapa temprana de su carrera académica. Durante su estancia en el RSCAS, los investigadores trabajan en un tema de investigación que encaja muy bien con el perfil global de la investigación del RSCAS y participan en la vida académica del Centro y el IUE. Las Becas de postdoctorado Jean Monnet tienen una duración de uno o dos años y están abiertas a los postdoctorandos que hayan obtenido un doctorado en los últimos siete años. 

### Becas sénior de Postdoctorado Fernand Braudel
Becas sénior de Postdoctorado Fernand Braudel proporcionan un marco para académicos con reputación internacional que les permite proseguir su investigación en el IUE. La estancia tiene una duración de hasta diez meses en uno de los cuatro departamentos del IUE, los cuales invitan a los académicos a participar en las actividades departamentales (seminarios, talleres, coloquios, etc.). 

### Becas de Postdoctorado Marie Curie
El IUE (tanto los Departamentos y como el Centro Robert Schuman) actúan como institución huésped de las Becas de postdoctorado Marie Curie, otorgadas por la Comisión Europea. 

### Becas de Postdoctorado Fundación Canon
La Fundación Canon y el IUE otorgan conjuntamente cada año una Beca de postdoctorado Fundación Canon a candidatos de nacionalidad japonesa o residentes permanentes de Japón. 

### Becas de Postdoctorado de la Academia de Finlandia
La Academia de Finlandia otorga becas de investigación postdoctoral a proyectos que sirvan a la investigación y sociedad finlandesa o la colaboración internacional.

### Beca de la Australian European University Institute Fellowships Association Inc
La Australian European University Institute Fellowships Association Inc otorga anualmente una beca postdoctoral de seis meses. La beca postdoctoral está disponible únicamente para ciudadanos australianos o residentes empleados en universidades australianas que hayan obtenido el título de doctor en los últimos cinco años. 

## Rankings
El IUE es una de las principales instituciones de investigación en Ciencias sociales. Con alrededor de 1000 investigadores en distintos niveles de sus carreras, es también una de las universidades de posgrado más grandes. El departamento de Ciencias Políticas y Sociales se clasificó en primer lugar en Europa y quinto a nivel mundial en el ranking Hix 2004 de dichos departamentos (ha aparecido en los primeros cinco lugares en todo el mundo desde 1995).
En noviembre de 2009, el departamento fue incluido Die Zeit 'CHE Excellence Ranking' de las ciencias sociales. En 2024, el EUI fue clasificado en el sexto lugar del mundo en ciencias políticas y entre los primeros 100 en sociología, administración pública y economía en el Ranking de Shanghái.

## Campus

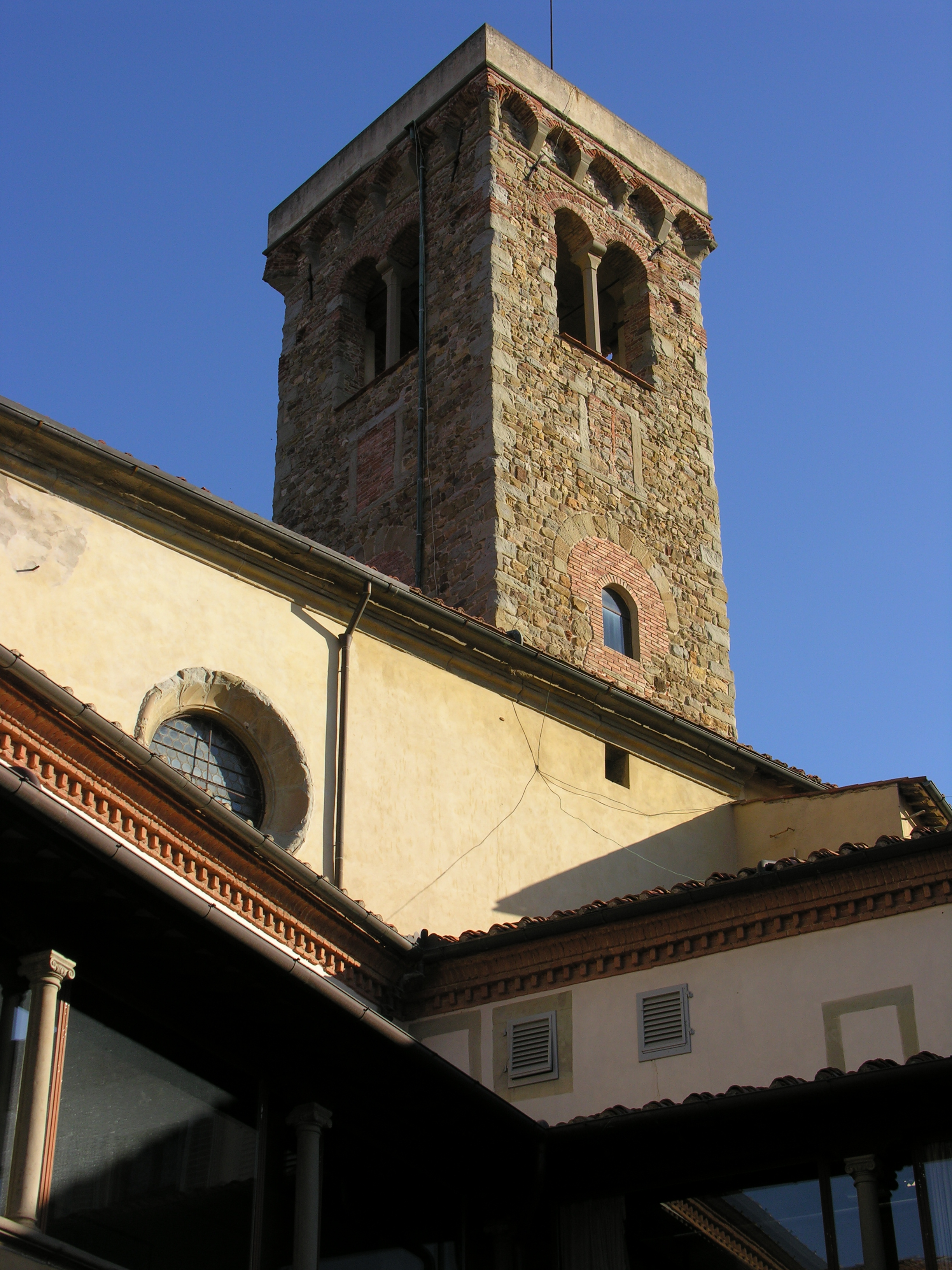
Badia Bell Tower

El Instituto Universitario Europeo está situado en las colinas toscanas con vistas a Florencia y cerca de Fiesole. Muchas de las villas datan a la época del Renacimiento y han sido restauradas junto con sus jardines. Desde 2017, el Instituto también alberga la Escuela de Gobernanza Transnacional de Florencia, con oficinas en el Palazzo Buontalenti, en el corazón de Florencia. 

## Estados miembros
Hasta 2016, los Estados miembros del IUE son: 
- Alemania
- Austria
- Bélgica
- Bulgaria
- Chipre
- Dinamarca
- Eslovaquia
- Eslovenia
- España
- Estonia
- Finlandia
- Francia
- Grecia
- Irlanda
- Italia
- Letonia
- Luxemburgo
- Malta
- Países Bajos
- Polonia
- Portugal
- Rumania
- Suecia

## Publicaciones institucionales y de investigación
Publicaciones producidas por el IUE
- EUI Life - boletín mensual
- EUI Times  - revista publicada cuatro veces al año.
- El Informe Anual del Presidente.
- Becas Doctorales y postdoctorales en Florencia - publicación anual.
- Folleto del Centro Robert Schuman - publicado anualmente.

El EUI Research Repository Cadmus contiene las publicaciones académicas de los miembros del IUE y da acceso a las versiones completas, cuando están disponibles, de las publicaciones (documentos de trabajo, libros, contribuciones a libros, e-books, artículos y tesis). 

## Alumnos
Una gran cantidad de investigadores que han terminado doctorados en el IUE trabajan en la actualidad como profesores en universidades de renombre, como funcionarios en instituciones europeas y organizaciones internacionales, o bien ocupan cargos en la administración pública. Aproximadamente un tercio de los alumnos del IUE trabaja en un país distinto del suyo. Los doctores del IUE tienen la posibilidad de unirse a la Asociación de Alumnos con el fin de apoyar el Fondo Alumni para Becas de Investigación (Alumni Research Grant Fund).

## Presidentes pasados
- Max Kohnstamm, Países Bajos
- Werner Maihofer, Alemania
- Emile Noël, Francia
- Patrick Masterson, Irlanda
- Yves Mény, Francia
- Josep Borrell Fontelles, España
- Marise Cremona, Reino Unido
- J.H.H. Weiler, Estados Unidos
- Renaud Dehousse, Bélgica